# Joe Wilder

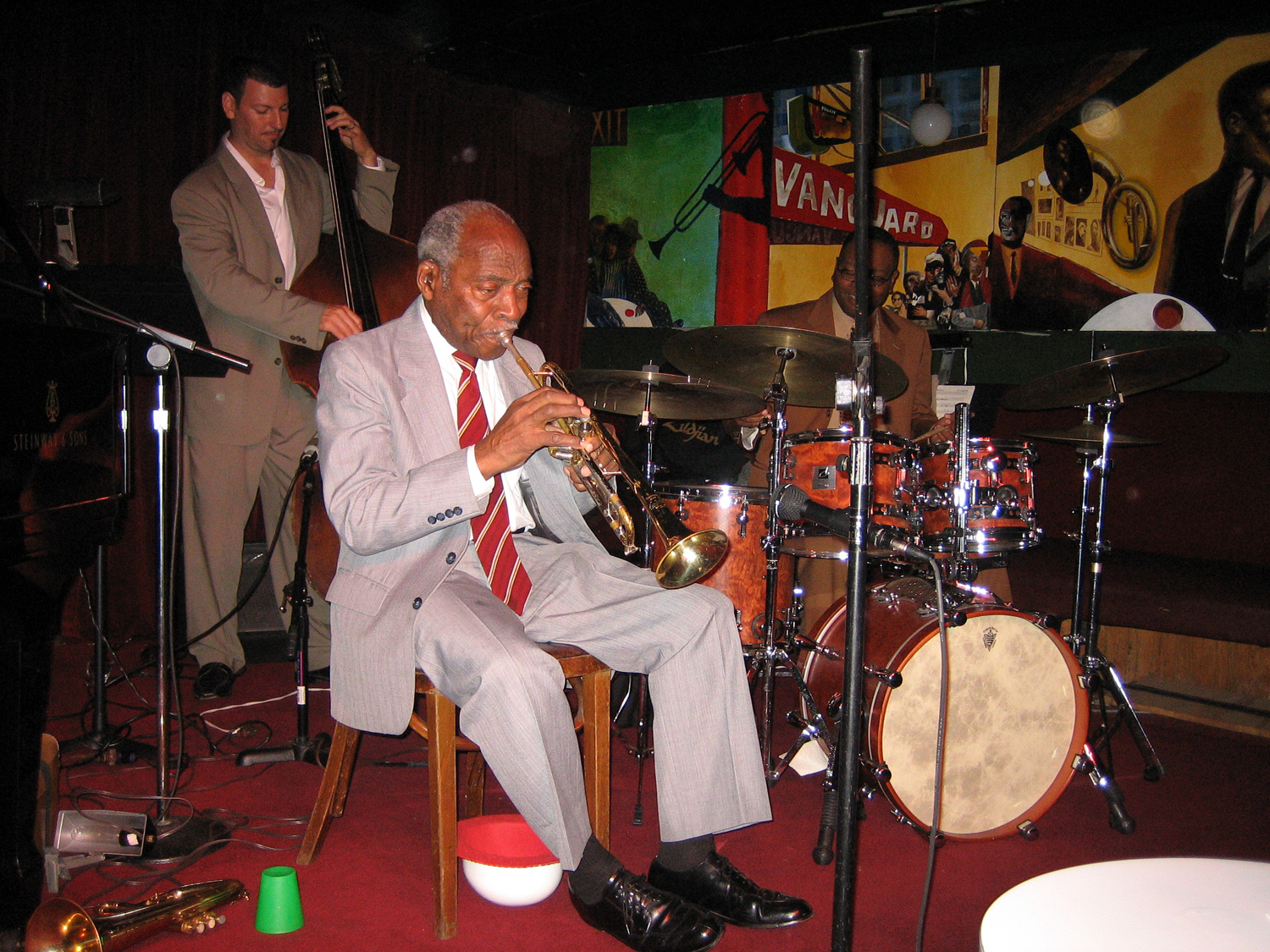
Joe Wilder (Mitte, mit John Webber, links, und Lewis Nash, rechts, 2006 im Village Vanguard)

Joseph Benjamin „Joe“ Wilder (* 22. Februar 1922 in Colwyn, Pennsylvania; † 9. Mai 2014 in New York City) war ein US-amerikanischer Jazztrompeter und Flügelhornist des Bebop und Hard Bop.

## Leben
Geboren als Sohn eines Orchesterleiters, studierte Wilder an der Mastbaum School of Music zusammen mit Buddy DeFranco und Red Rodney. Er begann seine musikalische Karriere neben Dizzy Gillespie in der Les-Hite-Band 1941/42, Lionel Hampton 1942/43 und wieder nach dem Militärdienst 1945/46. Danach spielte er in der Jimmie-Lunceford-Band, Lucky Millinder, Sam Donahue, Herbie Fields, Noble Sissle sowie – abgesehen von einem kurzen Gastspiel in der Count-Basie-Band 1954 – in Broadway-Orchestern, in solchen Musical-Produktionen wie Guys and Dolls und Silk Stockings. Danach arbeitete er als Studiomusiker beim Sender ABC in New York und auch in Sinfonieorchestern. In diese Zeit fallen auch die zwei Alben unter eigenem Namen, Wilder ’N’ Wilder bei Savoy Records 1955 sowie The Pretty Sound (1959).
In den späten 1950er und 1960er Jahren wirkte Wilder an verschiedenen Studio- bzw. Big-Band-Produktionen mit, wie bei George Russell, Oscar Pettiford, Oliver Nelson, Quincy Jones, Tadd Dameron, Gil Evans und Johnny Carisi, Dizzy Gillespie, Jimmy Smith, Michel Legrand, John Lewis, Tom Talbert und Cab Calloway. 1962 begleitete er Benny Goodman auf dessen UdSSR-Tournee, über die er in dem Dokumentarfilm Jazz für die Russen – To Russia with Jazz berichtete. Danach spielte Wilder in Sinfonieorchestern wie dem Orchester Symphony of the New World 1965–71 und 1975 mit dem New York Philharmonic Orchestra. 1971 war er an der Big-Band-Produktion Let My Children Hear Music von Charles Mingus beteiligt. Außerdem wirkte er an Aufnahmen von Roberta Flack, Tony Bennett, Terry Gibbs und Joe Newman mit. Nach 1972 trat er regelmäßig auf der Colorado Jazz Party in All-Star-Formationen auf.
In den 1980er und 1990er Jahren spielte Joe Wilder häufig bei Plattensessions von Musikern des Mainstream Jazz mit, wie bei Benny Carter, John Colianni, Rebecca Kilgore, The Heath Brothers, Charlie Byrd, Ruby Braff, Ken Peplowski und Joe Newman. 1996 wirkte er an der Big-Band-Produktion von J. J. Johnson, The Brass Orchestra mit.
Joe Wilder erinnert mit seiner verhalten fließenden Spielweise und seinem warmen, substanzreichen Ton vor allem an Harry Sweets Edison und gebietet souverän über Ausdrucksmittel, die vom Growl bis hin zum klassischen Vibrato reichen. Sein Solo in dem Titel Softly With Feeling mit dem Count-Basie-Orchester von 1954 gilt als besonders gelungenes Beispiel seines individuellen Stils.
2008 erhielt er die NEA Jazz Masters Fellowship.

## Auswahldiskographie
- Among Friends (Evening Star, 2002), mit Warren Vaché, Frank Wess, Chris Neville, Bill Charlap, Skitch Henderson, Russell Malone, Bucky Pizzarelli, Steve LaSpina, Jerry Bruno, Chuck Redd, Joe Cocuzzo
- Ruby Braff: Being With You (Arbirs, 1996)
- Charlie Byrd: For Louis (Concord, 1999)
- Benny Carter: A Gentleman and His Music (Concord, 1985)
- Gil Evans: Into The Hot (Impulse!, 1961)
- The Heath Brothers: Jazz Family (Concord, 1998)
- Jay Jay Johnson: The Brass Orchestra (Verve, 1996)
- Quincy Jones: This Is How I Feel About Jazz (ABC-Paramount, 1956)
- Joe Newman: Hangin’ Out (Concord, 1984)